# Irzwände
Irzwände is de benaming voor een bergwand met een aantal toppen in de Stubaier Alpen in het Oostenrijkse Tirol. Twee van de toppen kennen een hoogteaanduiding. De westelijke daarvan meet 2777 meter, de oostelijke is 2757 meter hoog.
De bergwand is gelegen in het district Imst en maakt deel uit van de Noordelijke Sellrainer Bergen, een subgroep van de Stubaier Alpen. Deze bergen liggen nabij Kühtai. Op de zuidelijke flank van de bergwand liggen de skipistes van dit wintersportoord. In het westen grenst aan de Irzwände de 2828 meter hoge Pirchkogel; in het oostelijke verloop van de bergkam is de 2678 meter hoge Hochalter gelegen. Een beklimming vanuit Kühtai via het bergmeertje de Gössenköllesee naar de Irzwände duurt gemiddeld tweeënhalf uur, maar vereist zeer veel klimervaring.

## Kaarten
- Kompass Blatt 83, Stubaier Alpen, 1:50.000. AV-Karte 31/2, Stubaier Alpen / Sellrain, 1:25.000.